# Polynema polandicum
Polynema polandicum is een vliesvleugelig insect uit de familie Mymaridae. De wetenschappelijke naam is voor het eerst geldig gepubliceerd in 2011 door Özdikmen.